# Casasimarro
Casasimarro è un comune spagnolo di 3 144 abitanti situato nella comunità autonoma di Castiglia-La Mancia.

## Storia
Nelle redazioni topografiche di Filippo II, documento del XVI secolo, il nucleo è denominato La Casa Simarro. Nel 1653 Casasimarro ottenne il titolo di città da Filippo IV. 
Dal 2012 la città è gemellata con Saint Aubin de Médoc.